# Lolland (municipio)

Iglesia del Pueblo Danés

Lolland es un municipio (kommune en danés) situado en la isla homónima, en la región danesa de Selandia. Cuenta con un área de 891,92 km² y una población total de 46.984 (2010).
La capital local del municipio de Lolland es Maribo mientras que la ciudad más grande es Nakskov.
El 1 de enero de 2007 la municipalidad de Lolland fue creada como resultado de la Kommunalreformen (La reforma municipal de 2007), constando de los municipios originales de Holeby, Højreby, Maribo, Nakskov, Ravnsborg, Rudbjerg y Rødby. 
El municipio de Lolland es un municipio agrario dependiente en gran medida de su industria agrícola caracterizada por un paisaje abierto e intensivamente cultivado. A pesar de la visión oficial de crear una economía ecológicamente sostenible, la agricultura es bastante convencional y está centrada en cultivos rentables como el trigo, la remolacha azucarera, la colza y una producción intensiva. La remolacha azucarera se refina hasta la fecha en las instalaciones de Nakskov, el principal centro industrial del municipio.
El interés del municipio en las tecnologías verdes ha resultado en un característico cambio del paisaje, los aerogeneradores, que se reparten por toda la isla.

## Geografía
El municipio de Lolland ocupa la parte oriental de la isla homónima. También contiene las islas menores situadas al norte de Lolland, en el Smålandsfarvandet (Fejø, Femø, Askø, Vejrø, Skalø, Lilleø y Rågø) y los islotes del Fiordo de Nakskov (Enehøje, Vejlø, Slotø, Barneholm y Dueholm). Limita al este con el municipio de Guldborgsund, y está rodeado de agua por el norte (Smålandsfarvandet), por el oeste (Langelandsbælt) y por el sur (Fehmarnbelt).

## Localidades
| Localidades más pobladas de Lolland |             |                  |
| N.º                                 | Localidad   | Población (2010) |
| 1                                   | Nakskov     | 13.697           |
| 2                                   | Maribo      | 6.023            |
| 3                                   | Rødby       | 2.206            |
| 4                                   | Rødbyhavn   | 1.905            |
| 5                                   | Holeby      | 1.597            |
| 6                                   | Søllested   | 1.505            |
| 7                                   | Bandholm    | 711              |
| 8                                   | Horslunde   | 707              |
| 9                                   | Nørreballe  | 561              |
| 10                                  | Stokkemarke | 514              |